# Burris-Nunatak
Der Burris-Nunatak ist ein Nunatak im ostantarktischen Viktorialand. In den Usarp Mountains ragt er 3 km nordwestlich des Mount Cox nahe dem nördlichen Ende der Emlen Peaks auf.
Der United States Geological Survey kartierte ihn anhand eigener Vermessungen und Luftaufnahmen der United States Navy aus den Jahren von 1960 bis 1963. Das Advisory Committee on Antarctic Names benannte ihn 1970 nach James M. Burris, Assistent des Repräsentanten des United States Antarctic Research Program auf der McMurdo-Station von 1967 bis 1968.